# 巴西亚克
巴西亚克（法語：Bassillac，法語發音：[basijak]）是法国多尔多涅省的一个旧市镇，属于佩里格区。2017年1月1日，巴西亚克和相邻的另外5个市镇合并为新市镇巴西亚克和欧布罗什（Bassillac et Auberoche），并成为政府驻地。

## 地理
巴西亚克（45°11'26"N, 0°48'48"E）面积18.73 平方千米，位于法国新阿基坦大区多爾多涅省，该省份为法国西南部内陆省份，是法國本土面积第三大的省，大致对应佩里戈尔地区，北起顺时针与夏朗德省、上维埃纳省、科雷兹省、洛特省、洛特-加龙省、吉倫特省和滨海夏朗德省接壤。
与巴西亚克接壤的市镇（或旧市镇、城区）包括：勒尚日、埃利亚克、布拉扎克、马努瓦尔河畔圣洛朗。
巴西亚克的时区为UTC+01:00、UTC+02:00（夏令时）。

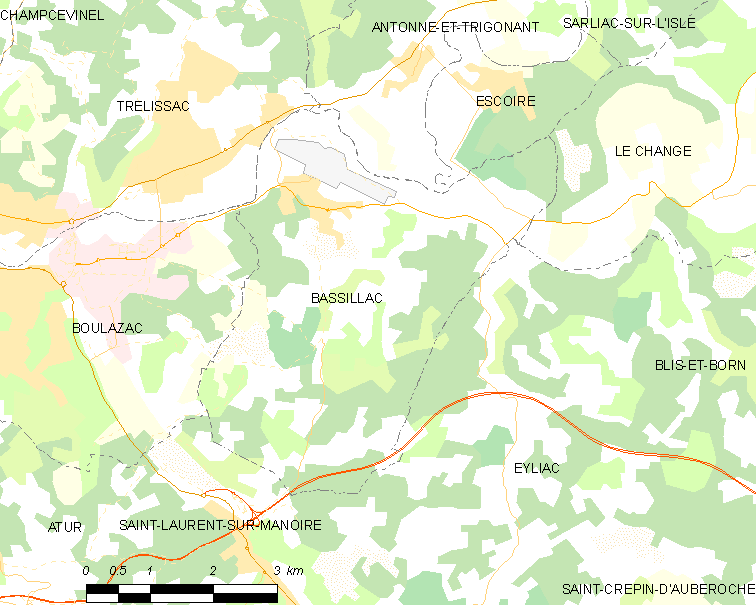
巴西亚克的OSM定位图

## 行政
巴西亚克的邮政编码为24330，INSEE市镇编码为24026。

## 政治
巴西亚克所属的省级选区为伊勒-马努瓦尔县。

## 人口

1962-2008年间巴西亚克人口变化图示

巴西亚克于2018年1月1日时的人口数量为1902人。